# Огородное (Калининградская область)
Огородное (до 1947 — Эрнстхоф (нем. Ernsthof)) — посёлок в Озёрском городском округе Калининградской области. 

## Население
| 1907 | 2002 | 2010 |
| ---- | ---- | ---- |
| 41   | ↗121 | ↘108 |

## История
В 1907 году в Эрнстхофе проживал 41 человек.
В 1946 году Эрнстхоф был переименован в поселок Огородное.
До 2014 года входил в состав Новостроевского сельского поселения.